# Bátis-pigmeu
Bátis-pigmeu  (Batis perkeo) é uma espécie de ave da família Corvidae.
Pode ser encontrada nos seguintes países: Etiópia, Quénia, Somália, Sudão, Tanzânia e Uganda.
Os seus habitats naturais são: savanas áridas.